# Зимон, Макс
Макс Симон (правильное написание — Зимон) (нем. Max Simon; 6 января 1899 — 1 февраля 1961) — группенфюрер СС и генерал-лейтенант войск СС (с 1944 года), кавалер Рыцарского креста с Дубовыми листьями.

## Биография
С апреля 1905 г. по март 1913 г. учился в городской евангелической школе в Бреслау. После окончания учебы поступил в 1913 г. на работу в императорское почтовое управление в Бреслау.
Участвовал в Первой мировой войне. Санитар в военном госпитале. Унтер-офицер, был ранен.
В 1918 году воевал в Македонии и на Западном фронте. Перевозил раненных с линии фронта в тыловые госпитали.
В 1919 году — воевал в составе добровольческого корпуса в Силезии против поляков.
20 октября 1919 г. службу оставил, работал на строительстве железных дорог. После - вернулся в свою часть.
С 1920 года — продолжил службу в рейхсвере, в 16-м кавалерийском полку 3-й кавалерийской дивизии. Получил звание фельдфебель, в 1929 году уволился в запас. После увольнения в запас поступил на госслужбу (некоторое время числился в финансовом отделе управления Ландрата). Избран контроллером в Тюрингское земельное страховое общество в Веймаре. 1 апреля 1932 г. — вступил в НСДАП (№ 1.359.576), а после прихода к власти Гитлера, 1 мая 1933 года — в СС (№ 83.086). Служил в 47-м штандарте СС, дислоцированного в городе Гера (Тюрингия).
В 1934 году переведен на службу в инспекторат концлагерей. С августа по октябрь 1934 года комендант одного из первых немецких концлагерей Заксенбург, расположенного в Саксонии. 9 ноября назначен командиром охраны СС концлагеря Заксенхаузен. 15 сентября 1935 года переведен в 1-й штандарт соединений «Мертвая голова» «Верхняя Бавария» расположенного близ концентрационного лагеря Дахау. С 1 мая 1937 года командир 1-го штурмбанна (батальона), с 10 июля — всего штандарта «Верхняя Бавария». 12 сентября 1937 года произведен в оберштурмбаннфюреры СС, через год - в штандартенфюреры СС.

## Вторая мировая война
Участвовал в Польской кампании, в октябре 1939 года — награждён Железным крестом 1-го класса и назначен командиром 1-го пехотного полка дивизии СС «Мертвая голова» (позднее, после реорганизации дивизии, полк стал 5-м моторизованным полком «Туле»).
На западном фронте с боями прошел через Лион, Орлеан, Бордо, в конце кампании вышел к испанской границе.
С 22 июня 1941 года — воевал командиром пехотного полка в составе дивизии «Мертвая голова» на Восточном фронте, в Литве и Латвии. 8 июля 1941 года — ранен. 20 октября 1941 года — произведён в звание оберфюрер СС и награждён Рыцарским крестом. Неоднократно замещал группенфюрера СС Теодора Эйке на посту командира дивизии.
Зимой 1941-1942 г. Командование было вынуждено по причине больших потерь принять решение о расформировании 1-го батальона полка Зимона, взамен он получил 3-й батальон из 2-го пехотного полка СС «Мертвая голова».
С 15 мая по 22 октября 1943 года командующий 3-й танковой дивизией СС «Мёртвая голова».
3 октября 1943 года, продолжая командовать дивизией СС «Мёртвая голова», был назначен командующим формировавшейся в Италии 16-я моторизованной дивизией СС «Рейхсфюрер СС».
С 24 октября 1944 по 8 мая 1945 годы командующий XIII корпусом СС. Участник карательных операций против итальянцев, в августе 1944 года солдаты его дивизии у Арно расстреляли более 2700 итальянцев.
Противостоял союзническим армиям в боях у Лотарингии, оборонялся на линии Зигфрида.
В мае 1945 года сдался английским войскам. За участие в карательных операциях в Италии Зимон на процессе британского военного трибунала в Падуе приговорён 26 июня 1947 года к смертной казни, замененной затем пожизненным тюремным заключением. В 1954 году освобождён, в октябре 1955 года германским судом в Ансбахе начато расследование в отношении действий Симона в апреле 1945 года в Бреттхейме. Однако из-за смерти Симона процесс так и не состоялся.
Макс Зимон умер 1 февраля 1961 года в Люнене, возле Дортмунда.

## Присвоение воинских званий
- Анвертер СС (1 мая 1933)
- Обершарфюрер СС (15 апреля 1934)
- Гауптшарфюрер СС (20 июня 1934)
- Унтерштурмфюрер СС (9 ноября 1934)
- Оберштурмфюрер СС (30 января 1935)
- Гауптштурмфюрер СС (16 февраля 1936)
- Штурмбаннфюрер СС (15 сентября 1936)
- Оберштурмбаннфюрер СС (12 сентября 1937)
- Штандартенфюрер СС (11 Сентября 1938)
- Оберфюрер СС (1 сентября 1941)
- Бригадефюрер СС и генерал-майор ваффен СС (1 декабря 1942)
- Группенфюрер СС и генерал-лейтенант ваффен СС (20 апреля 1944 года)

## Награды
За Первую мировую войну
- Железный крест (1914) 2-го класса (31 июля 1919) (Королевство Пруссия)
- Орден «За военные заслуги» (17 августа 1918) (Царство Болгария)
- Силезский орёл 2-го и 1-го класса (13 августа 1919) (Веймарская республика)
- Почётный крест ветерана войны с мечами (1934) (нацистская Германия)

За Вторую мировую войну
- Медаль «В память 13 марта 1938 года»
- Медаль «В память 1 октября 1938 года» с планкой Пражский Град
- Пряжка к Железному кресту (1939) 2-го класса (13 сентября 1939)
- Железный крест (1939) 1-го класса (2 октября 1939)
- Рыцарский крест Железного креста с дубовыми листьями
  - рыцарский крест (20 октября 1941)
  - дубовые листья (№ 639) (28 октября 1944)
- Медаль «За зимнюю кампанию на Востоке 1941/42» (13 июля 1942)
- Щит «Демянск» (31 декабря 1943)
- Немецкий крест в золоте (9 октября 1944)
- Нагрудный штурмовой пехотный знак в бронзе
- Нагрудный знак «За ранение» (1939) чёрный
- Данцигский крест 2-го и 1-го класса
- Орден Заслуг (Венгрия) степени офицера (1 апреля 1939)
- Орден Короны Италии степени офицера (6 декабря 1939)
- Упоминался в «Вермахтберихт» (21 июля 1944)
- Спортивный знак немецкого имперского союза физической культуры в серебре
- Спортивный знак СА в бронзе
- Почётная шпага рейхсфюрера СС
- Кольцо «Мёртвая голова»